# Vennernes møde
Vennernes møde er et maleri af Max Ernst fra 1922-1923, som er udstillet på Museum Ludwig i Köln.
Det forestiller de første surrealister lige omkring stilartens opståen.
Figurerne er fra venstre til højre: René Crevel, Philippe Soupault, Jean Arp, Max Ernst, Max Morise, Fjodor Dostojevskij, Rafaele Sanzio, Théodore Fraenkel, Paul Éluard, Jean Paulhan, Benjamin Péret, Louis Aragon, André Breton, J.Th. Baargeld, Giorgio de Chirico, Gala Éluard og Robert Desnos.